# Ortwin Depoortere
Ortwin Depoortere, né le 23 octobre 1970 à Iseghem, est un homme politique belge, membre du Vlaams Belang (VB).

## Biographie
Ortwin Depoortere nait le 23 octobre 1970 à Iseghem.
Aux élections législatives fédérales de 2019, Ortwin Depoortere est élu à la Chambre des Représentants.